# Isabel, Princesa das Astúrias
Isabel de Bourbon (Madrid, 20 de dezembro de 1851 – Paris, 23 de abril de 1931), apelidada de "La Chata", foi uma Infanta da Espanha, filha mais velha da rainha Isabel II da Espanha e seu marido, o rei Francisco de Assis de Espanha.
Isabel foi herdeira presuntiva da coroa da Espanha em duas ocasiões, primeiro de 1851 até o nascimento de seu irmão varão, o futuro rei Afonso XII em 1857, e de 1874 até o nascimento de sua sobrinha Maria das Mercedes em 1880. Ela também foi Princesa das Duas Sicílias e Condessa de Girgenti pelo casamento com o príncipe Caetano, Conde de Girgenti.

## Biografia

### Primeiros anos

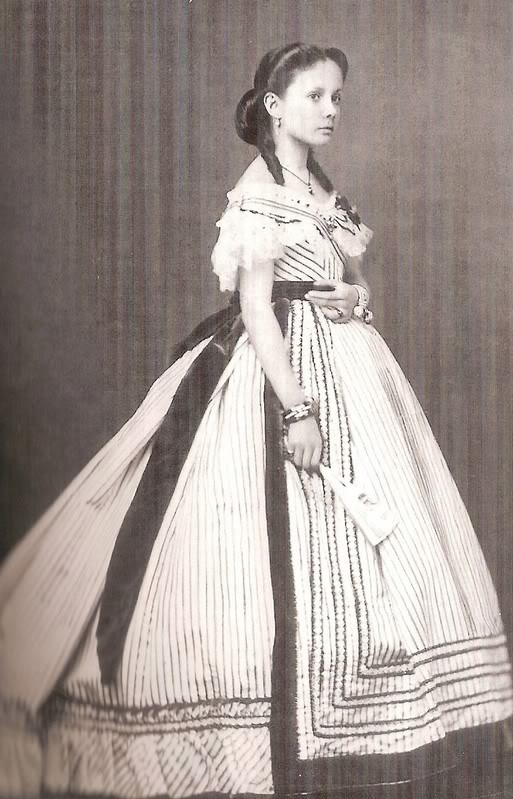
Isabel aos treze anos de idade

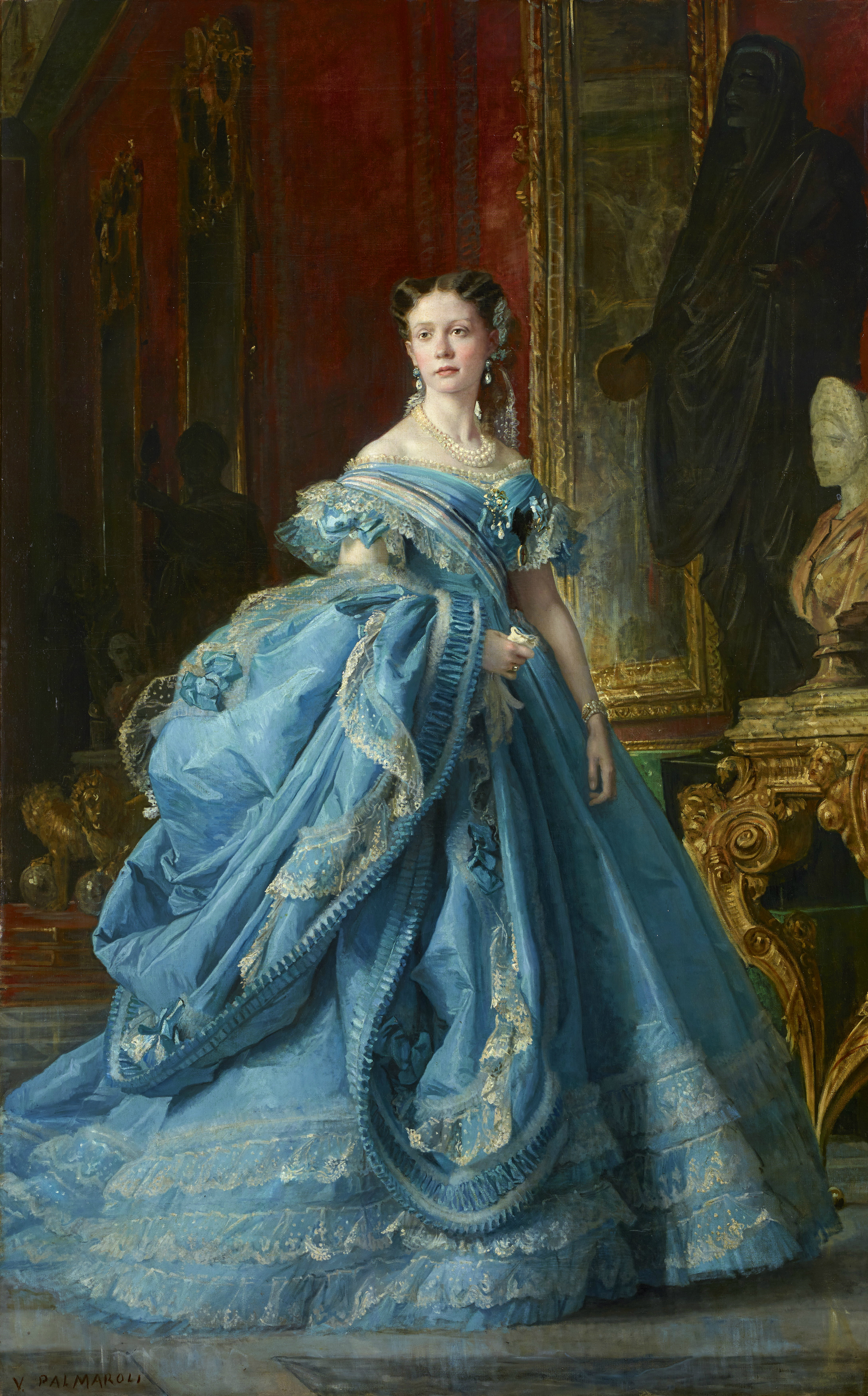
Infanta Isabel de Bourbon, filha de Isabel II
Vicente Palmaroli, 1866, Palácio Real de Madrid

Nascida no Palácio Real de Madrid em 20 de dezembro de 1851, Isabel era a filha mais velha sobrevivente da rainha Isabel II da Espanha e de seu marido, o rei consorte Francisco de Assis de Bourbon. Seu nascimento foi muito esperado, pois sua mãe já tinha dado à luz um filho que morreu algumas horas depois. Na tumultuada era de tumultos carlistas e guerra civil esporádica, Isabel foi imediatamente reconhecida como a herdeira do trono de sua mãe e recebeu o tradicional título de "Princesa das Astúrias".
Isabel foi batizada no dia seguinte ao seu nascimento com os nomes de Maria Isabel Francisca de Assis Cristina Francisca de Paula Dominga. O casamento de seus pais foi infeliz. Aos dezesseis anos, a rainha Isabel II se casou com o seu primo carnal, contra sua vontade. A rainha, que nunca superou sua antipatia pelo marido efeminado, encontrou uma saída para sua natureza apaixonada tecendo casos extraconjugais. Historiadores e biógrafos atribuem a paternidade da infanta Isabel a José Ruiz de Arana y Saavedra (1826-1891), jovem aristocrata e militar espanhol. Ruiz de Arana vinha de círculos palacianos e seu pai, o Conde de Sevilla La Nueva, era o mensageiro dos embaixadores. A relação entre a rainha Isabel e Ruiz de Arana durou de 1851 a 1856. Foi com alguma relutância que Francisco reconheceu Isabel como sua filha, como faria mais tarde com todos os filhos da rainha Isabel II nascidos durante o seu conturbado casamento; Francisco até mesmo recebeu grandes quantias de dinheiro para, supostamente, reconhecer os filhos de Isabel. Estipula-se um milhão de reais para cada criança nascida.
Em 2 de fevereiro de 1852, Isabel II fazia uma tradicional visita à igreja da Virgem de Atocha, apresentando sua filha ao público, quando foi esfaqueada por um padre.A rainha foi salva pela espessura de seu espartilho e o ferimento não colocou em risco sua vida. À medida que crescia, a princesa Isabel começou a aparecer em público na companhia de seus pais. Tornou-se popularmente conhecida pelo apelido de la Chata. Ela passou seus primeiros anos como filha única. Havia uma diferença de seis anos entre Isabel e seu próximo irmão sobrevivente, o futuro rei Afonso XII da Espanha. Outras irmãs completavam a família. Isabel perdeu o título de "Princesa das Astúrias" após o nascimento de seu irmão em 28 de novembro de 1857 e assumiu o título de "Infanta da Espanha".
A Infanta foi criada separadamente do resto de seus irmãos e irmãs. A relação entre o rei consorte Francesco e seus supostos filhos era fria e formal. Isabel II foi absorvida em seu turbulento reinado e vida privada, alternando com períodos de grande afeto pelos filhos e a aproximação distante da infância que era o costume da época. Ela recebeu uma educação melhor do que sua mãe e foi a única de seus irmãos e irmãs criados durante o reinado de sua mãe. A ênfase estava nas línguas; a jovem criança também estava muito interessada em música e equitação, um hobby que ela cultivou ao longo de sua vida.

### Casamento

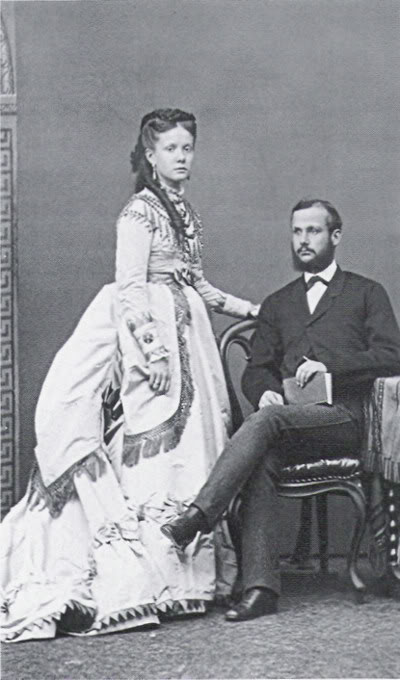
Isabel e Caetano em 1868

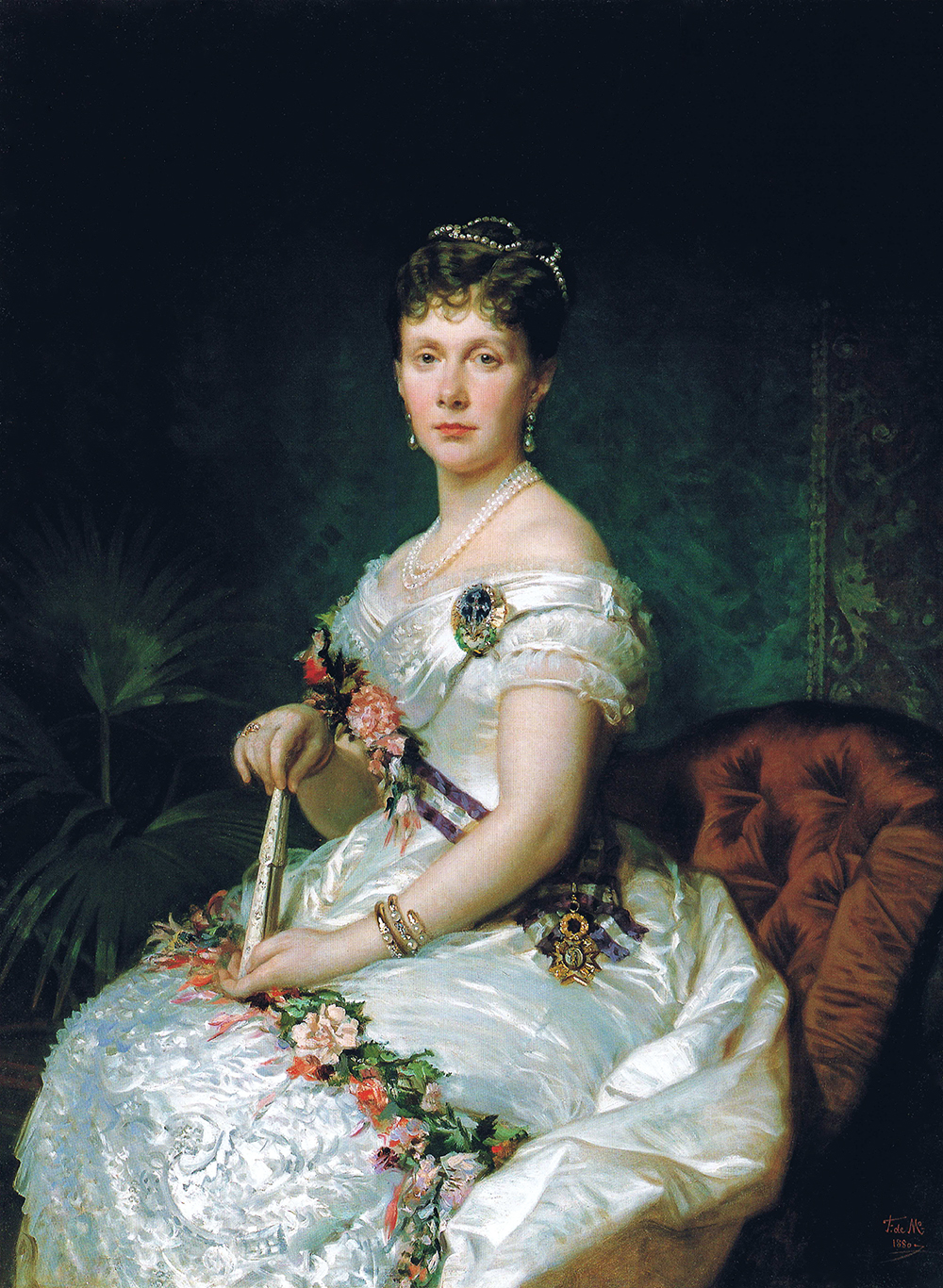
Infanta Isabel de Bourbon
Federico de Madrazo y Kuntz, 1880, Palácio Real de Madrid

Como herdeira presuntiva da coroa, e com um irmão solteiro de saúde delicada separando-a do trono, havia grande interesse em arranjar um casamento para a Infanta Isabel, a fim de fornecer descendentes. Antonio Cánovas del Castillo, primeiro-ministro de Isabel II, concebeu a ideia de a dar em casamento ao príncipe Amadeu de Saboia, cuja irmã, Maria Pia, tinha casado recentemente com o rei Luís I de Portugal. A rainha Isabel não se entusiasmou com a proposta, mas concordou com um encontro entre sua filha e o príncipe de Saboia. O projeto falhou. Por motivos políticos, Isabel II teve que reconhecer a unificação italiana sob a coroa dos Saboia e, para compensar seus primos da dinastia Bourbon das Duas Sicílias, que ficaram chocados com esse reconhecimento, a rainha arranjou o casamento de sua filha mais velha com um dos meio-irmãos do soberano, recém deposto, Francisco II das Duas Sicílias, o príncipe Caetano de Bourbon-Duas Sicílias, Conde de Girgenti, quarto dos filhos que o rei Fernando II das Duas Sicílias e sua segunda esposa, a arquiduquesa Maria Teresa da Áustria. O príncipe Caetano havia perdido recentemente sua mãe e um de seus irmãos mais novos, e sua família estava com problemas financeiros. Caetano era primo em primeiro grau da mãe e do pai de Isabel.
Em abril de 1868, o príncipe Caetano chegou à Espanha e o casamento foi rapidamente organizado para ser celebrado algumas semanas depois. Nem a Infanta Isabel nem Caetano estavam entusiasmados com o projeto. Caetano era alto e de bom coração, mas sem dinheiro e com problemas de saúde. Ele era conhecido por sua falta de intelecto. A Infanta Isabel era baixinha, loira, com olhos azul-claros e nariz pequeno e arrebitado. Ela era obediente, conservadora e teimosa.
O casamento ocorreu com grande pompa em 13 de maio de 1868. Após este casamento, Isabel II concedeu a Caetano o título de "Infante da Espanha". Após o casamento, o jovem casal embarcou em uma longa lua de mel que os levou primeiro a visitar sua família adotiva, que residia na corte austríaca. No caminho de volta para a Espanha, enquanto visitavam o imperador francês Napoleão III e sua esposa Eugênia de Montijo em Fontainebleau, eles receberam notícias da revolução que custou o trono a Isabel II. Caetano apressou-se a regressar a Espanha e lutou, defendendo a monarquia, na Batalha de Alcolea, cuja derrota marcou o fim do reinado de Isabel II. A rainha deposta atravessou a fronteira para a França com a família real e estabeleceu-se no exílio em Paris, onde a Infanta Isabel a esperava. Inicialmente a Infanta Isabel e Caetano também viveram em Paris numa casa que pertenceu ao tio de Caetano, o Conde de Áquila. Caetano foi atormentado por problemas de saúde e depressão.
Durante dois anos o casal embarcou numa série de viagens pela Europa, visitando Áustria, Alemanha e Inglaterra, tentando em vão melhorar a saúde de Caetano. Com a ajuda de seus dois ajudantes de campo, Gaetano conseguiu esconder a verdadeira natureza de sua doença da esposa enquanto pôde. Ele era epiléptico. Um dia ele teve um ataque na presença de sua esposa, que não tinha a menor noção da verdadeira natureza da doença de Caetano. No início de uma gravidez, a Infanta Isabel sofreu um aborto espontâneo, em setembro de 1871. A perda de seu filho, a perda da coroa espanhola e sua saúde em declínio contribuíram para mergulhar Caetano em uma profunda depressão e ele tentou suicídio pulando de um janela. Após este evento, Caetano não foi autorizado a ficar sozinho e entre Isabel e seus próprios ajudantes ele foi constantemente monitorado. No entanto, em 26 de novembro de 1871, enquanto se hospedava em um hotel em Lucerna, Suíça, Caetano conseguiu se trancar em um quarto e deu um tiro na cabeça. Ele foi encontrado ainda vivo, mas morreu pouco depois.
Uma jovem viúva de apenas vinte anos, a Infanta Isabel, que se tornou muito apegada ao marido, lamentou sua morte trágica. Mudou-se para o Palácio de Castela em Paris com sua mãe, a ex-rainha da Espanha. Ao longo dos três anos seguintes, a infanta levou uma vida familiar tranquila, vendo a educação de suas três irmãs mais novas; visitando seu pai, o ex-rei consorte Francisco de Assis de Espanha, que vivia afastado de sua esposa em Épinay; e, acima de tudo, preocupado com o futuro de seu irmão Afonso, que terminava sua educação em Viena. Em 1872 e 1873, Infanta Isabel viajou freqüentemente para Munique para estar com sua tia, a Infanta Amália Filipina da Espanha e em Viena para ficar perto de seu irmão como convidada da arquiduquesa Maria Carolina, a quem ela se tornara muito próxima durante seu casamento com Caetano (sobrinho da arquiduquesa). Nos bastidores, Infanta Isabel trabalhou para promover a restauração da monarquia espanhola na pessoa de seu irmão em um acordo com o político espanhol Antonio Cánovas del Castillo, que trabalhou de Madrid em nome de Afonso.

### Últimos anos

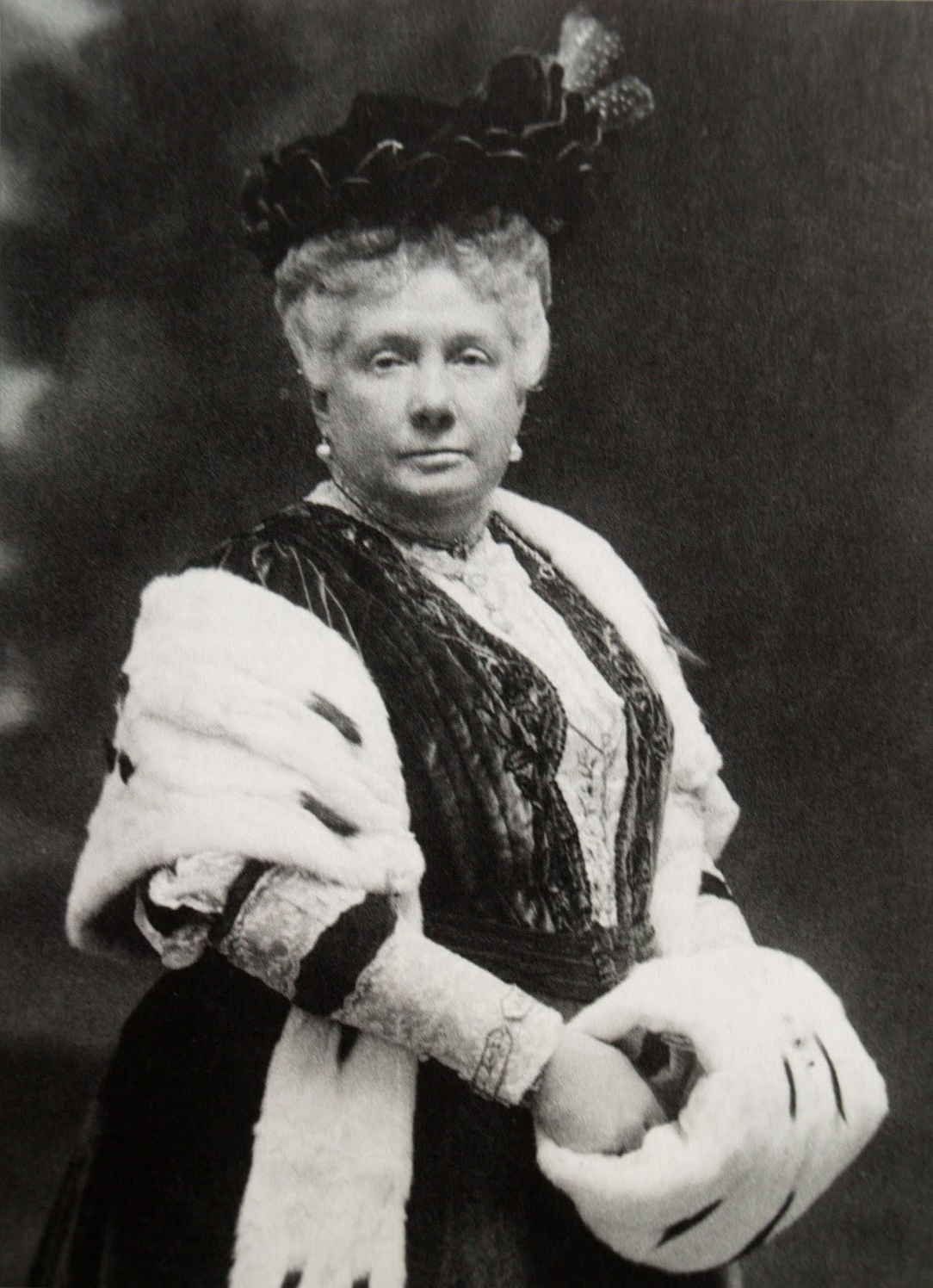
Isabel em sua velhice

Com a instauração da Segunda República Espanhola, em 14 de abril de 1931, o rei Afonso XIII, sobrinho de Isabel, renuncia aos seus direitos e parte para o exílio. A infanta gozava de grande simpatia na Espanha, especialmente entre a população de Madrid; e foi graças à sua imensa popularidade que as novas autoridades republicanas não a obrigaram a deixar o país, juntamente com sua família. Mesmo assim, a quase octogenária princesa, decidiu acompanhar seus familiares no exílio, na França.
O advento da Segunda República foi um duro golpe para a infanta Isabel. Desgostosa e com a saúde abalada, morreu de causas naturais num convento próximo a Paris, em 23 de abril de 1931, cinco dias após ter abandonado a Espanha.
Em 1991 seu sobrinho-bisneto, o rei Juan Carlos I, ordenou o traslado de seus restos mortais para a Espanha. A ex-Princesa das Astúrias foi finalmente sepultada na capela do Palácio Real de La Granja de San Ildefonso, junto aos túmulos do rei Filipe V e de sua esposa, a rainha Isabel Farnésio. A escolha do local se deve a identificação que a infanta sempre teve com aquela residência real, onde passava férias e organizava reuniões com mulheres da alta nobreza nos jardins apelidados de "Pequena Versalhes".

Há uma monumento em homenagem a de Isabel no Parque del Oeste, um parque público em Madrid. Além disso, nos jardins do Palácio de La Granja de San Ildefonso, há outra escultura de mármore em tamanho real de Isabel com um buquê de rosas.

## Títulos e honras

Brasão de armas de Isabel

### Títulos e estilos
- 1851 - 1857: Sua Alteza Real, a Princesa das Astúrias
- 1857 - 1874: Sua Alteza Real, a Infanta Maria Isabel da Espanha
- 1868 - 1875: Sua Alteza Real, a Condessa de Girgenti, Princesa das Duas Sicílias
- 1874 - 1880: Sua Alteza Real, a Princesa das Astúrias
- 1880 - 1931: Sua Alteza Real, a Infanta Maria Isabel da Espanha

### Honras
Nacionais:
- Dama da Ordem do Tosão de Ouro[23]
- Grande Cruz da Ordem de Carlos III[24][25][26][27]
- Dama da Ordem da Rainha Maria Luísa[28][29]

Estrangeiras:
- Dama da Ordem da Cruz Estrelada
- Dama da Ordem Real de Santa Isabel[30]